# Casamento infantil na Índia

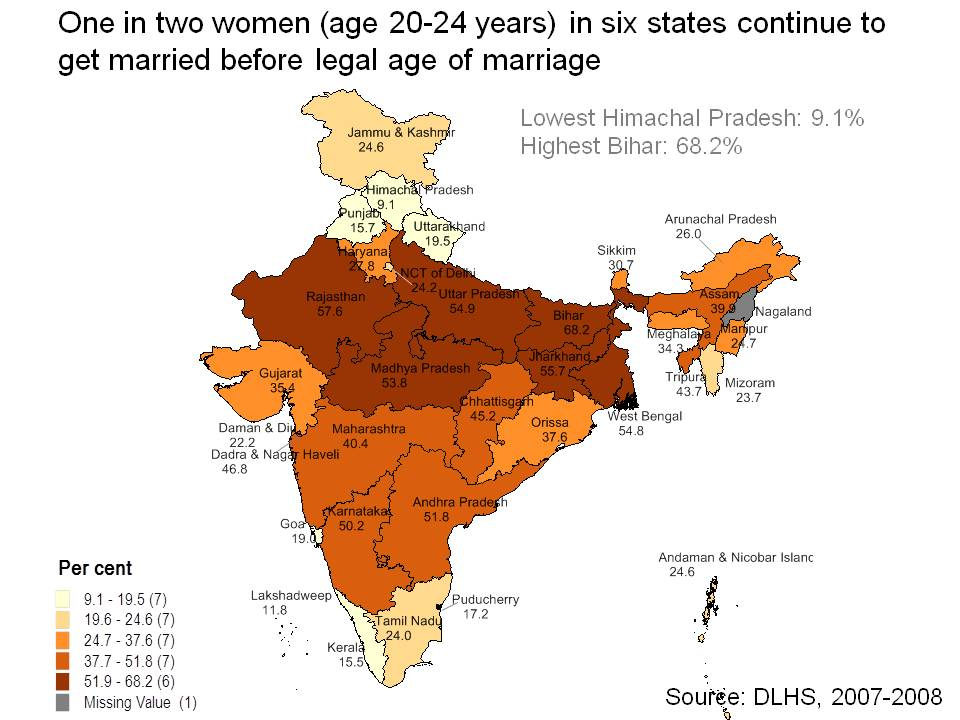
Casamento infantil na Índia por SDRC

O casamento infantil na Índia, de acordo com a lei indiana, é um casamento em que a mulher tem menos de 18 anos ou o homem tem menos de 21 anos. A maioria dos casamentos infantis envolve mulheres menores de idade, muitas das quais estão em más condições socioeconômicas.
Casamentos de crianças são predominantes na Índia. As estimativas variam muito entre as fontes quanto à extensão e escala dos casamentos infantis. As publicações do Centro Internacional de Pesquisa da Mulher — UNICEF estimaram que a taxa de casamento infantil na Índia seja de 47% a partir de uma amostra de pesquisas de 1998 enquanto as Nações Unidas relatam ser de 30% em 2005. O Censo da Índia contou e relatou mulheres casadas por idade, com a proporção de mulheres de 10 anos no casamento infantil caindo em cada período do censo desde 1981. Em seu relatório do censo de 2001, a Índia declarou zero meninas casadas com menos de 10 anos de idade, 1,4 milhão de meninas entre 10 a 14 anos casadas em 59,2 milhões e 11,3 milhões de meninas entre 15 a 19 anos casadas em 46,3 milhões. O Times of India informou que "desde 2001, as taxas de casamento infantil na Índia caíram 46% entre 2005 e 2009". No entanto, a pesquisa mais recente mostrou que 48% das mulheres entre 20 e 24 anos eram casadas ou estão em união antes dos 18 anos. Jharkhand é o estado com maiores taxas de casamento infantil na Índia (14,1%), enquanto Querala é o único estado em que as taxas de casamento infantil aumentaram nos últimos anos. Foi relatado que Jammu e Caxemira são o único estado com menor número de casos de casamento infantil em 0,4% em 2009. As taxas rurais de casamentos infantis foram três vezes mais altas que as taxas urbanas da Índia em 2009.
O casamento infantil foi proibido em 1929, sob a lei indiana. No entanto, nos tempos coloniais britânicos, a idade mínima legal para o casamento era de 14 anos para meninas e 18 anos para meninos. Sob protestos de organizações muçulmanas na Índia britânica, uma xaria foi aprovada em 1937 que permitia o casamento de crianças com o consentimento do tutor da menina. Após a independência e a adoção da constituição indiana em 1950, a lei do casamento infantil passou por várias revisões. A idade mínima legal para o casamento, desde 1978, é de 18 anos para mulheres e 21 para homens. As leis de prevenção do casamento infantil foram contestadas nos tribunais indianos, com algumas organizações muçulmanas indianas que não buscam idade mínima e que a idade importa seja deixada sob sua lei pessoal. O casamento infantil é um assunto político ativo, bem como um assunto de casos em andamento nos tribunais superiores da Índia.
Vários estados da Índia introduziram incentivos para adiar os casamentos. Por exemplo, o estado de Haryana introduziu o chamado Apni Beti, programa Apna Dhan em 1994, que se traduz em "Minha filha, Minha riqueza". É um programa de transferência condicional de renda dedicado a adiar o casamento de jovens, fornecendo um título pago pelo governo em seu nome, pagável aos pais, no valor de 25 mil rúpias indianas (350 dólares), após seu aniversário de 18 anos, se ela não for casada.

## Definições de casamento infantil

### Índia
O casamento infantil é um assunto complexo sob a lei indiana.
Foi definido pela Lei de Restrição ao Casamento Infantil em 1929, e estabeleceu a idade mínima de casamento para homens como 18 anos e mulheres como 15. Essa lei foi questionada pelos muçulmanos, depois substituída pela lei pessoal aplicável apenas aos muçulmanos na Índia britânica com a Lei de Aplicação da Lei Pessoal Muçulmana (Xaria) de 1937, que não implicava limite mínimo e permitia o consentimento dos pais ou responsáveis no caso de casamentos muçulmanos.
A lei de 1929 para os não-muçulmanos foi revisada várias vezes depois que a Índia conquistou sua independência do domínio colonial, particularmente em 1978, quando a idade do casamento foi aumentada em 3 anos para homens e mulheres. A aplicabilidade e permissibilidade do casamento infantil entre muçulmanos sob a Lei de 1937, sob a Constituição da Índia adotada em 1950, continua sendo um assunto controverso, com uma série de casos e decisões da Suprema Corte.
A definição de casamento infantil foi atualizada pela última vez pela Índia com a Lei de Proibição de Casamento Infantil de 2006, que se aplica a todos os indianos, exceto o estado de Jammu e Caxemira, e os renegadores do território da união de Puducherry. Para os muçulmanos da Índia, a definição e os regulamentos do casamento infantil baseados na xaria e nikah foram reivindicados por alguns como sujeitos de direito pessoal, mas foram decididos por vários tribunais que se aplica também aos muçulmanos. Para todos os outros, a Lei da Proibição de Casamento Infantil de 2006 define "casamento infantil" como um casamento, ou um casamento prestes a ser solenizado, do qual um dos membros do casal é criança; e criança para fins de casamento é definido com base no sexo da pessoa — se for homem, são 21 anos e se for mulher, 18 anos.

### Mundo
A UNICEF define casamento infantil como um casamento formal ou união informal antes dos 18 anos de idade. A ONU Mulheres propôs que o casamento infantil seja definido como um casamento forçado porque eles acreditam que crianças menores de 18 anos são incapazes de dar um consentimento legalmente válido.

## Origem e causas do casamento infantil
Um relatório do New York Times e estudiosos dizem que a origem do casamento infantil na Índia são as invasões muçulmanas que começaram mais de mil anos atrás. Os invasores estupraram garotas hindus solteiras ou as levaram como saque, levando as comunidades hindus a casarem com suas filhas quase desde o nascimento para protegê-las. Outros sugerem que o casamento infantil era comum em todo o mundo antes do século XIX.
Na época do sultanato de Deli, a atmosfera política era turbulenta e governada pelos sultões muçulmanos em um governo de monarquia absoluto. Durante esse período, os sultões incentivaram práticas como o casamento infantil e reduziram ainda mais o status das mulheres.
Dharmaśāstra (Dharmasutras) afirma que a menina deve se casar depois de atingir a puberdade. Em Manusmriti, considera-se que um pai prejudicou a filha se ele não se casar com ela antes da puberdade e se a menina não for casada com menos de 3 anos de idade, ela pode procurar o marido. O Bhashya de Medhātithi afirma que a idade certa para o casamento de uma menina é de oito anos, isso também pode ser deduzido de Manusmriti. De acordo com os Tolkāppiyam, um menino deve se casar antes dos dezesseis anos e uma menina antes dos doze. O historiador grego Megástenes fala sobre a puberdade precoce de meninas na Índia do Sul. Segundo Edgar Thurston, no sul da Índia, foi realizada uma cerimônia à luz de velas para meninas (vilakiddu kaliyanam) de sete a nove anos, provavelmente mais tarde, mas sempre antes do casamento. Allan Dahlaquist afirma que essa é evidentemente uma cerimônia de puberdade antes do casamento que pode explicar os comentários de Megástenes.
Os pais de uma criança que se casam frequentemente são pobres e usam o casamento como uma maneira de melhorar seu futuro, especialmente em áreas com poucas oportunidades econômicas.
Dote é uma prática na Índia, onde a família da noiva transfere riqueza para o noivo; em muitos casos, é uma demanda e condição do casamento da família do noivo. O dote é encontrado em todas as religiões da Índia, e a quantidade de dote exigida e dada pela família da noiva foi correlacionada à idade da menina. Nagi, em 1993, sugeriu que a prática do dote cria medo e pressão para evitar casamentos tardios e incentiva o casamento precoce.
A pobreza na Índia tem sido citada como causa de casamentos precoces. O casamento infantil de meninas é uma maneira de sair de condições econômicas desesperadas e de reduzir as despesas de uma família pobre.
Em algumas partes da Índia, a existência de leis pessoais para os muçulmanos é causa de casamentos infantis. Por exemplo, em Querala, 3400 meninas de 13 a 18 anos se casaram em 2012 no distrito de Malappuram. Destes, 2800 eram muçulmanos (82%). Os esforços para interromper essa prática com a aplicação da lei foram protestados e contestados nos tribunais pela Liga Muçulmana da União Indiana e outras organizações islâmicas, com a petição de que estabelecer uma idade mínima para o casamento de meninas muçulmanas desafia seus direitos religiosos.

## Estatísticas
As estimativas de taxa de casamento infantil na Índia variam significativamente entre as fontes.

### Estimativas da ONU e outras
| Fonte                      | % Mulheres casadas (<18) | Ano dos dados | Método de amostragem        | Referência    |
| -------------------------- | ------------------------ | ------------- | --------------------------- | ------------- |
| ICRW                       | 47                       | 1998          | pesquisa de amostra pequena | [ 1 ]         |
| UN                         | 30                       | 2005          | pesquisa de amostra pequena | [ 2 ]         |
| NFHS-3                     | 44,5                     | 1998-2002     | pesquisa de amostra pequena | [ 27 ] [ 28 ] |
| UNICEF                     | 47                       | 2005-06       |                             | [ 29 ]        |
| UNICEF                     | 27                       | 2015-16       |                             |               |
| Salve the Children (Índia) | 47                       | 2017          |                             | [ 30 ]        |

As pesquisas com amostras pequenas têm métodos diferentes para estimar o total de casamentos infantis na Índia, alguns usando dados com base em vários anos. Por exemplo, os dados da NFHS-3 para 2005 mencionados na tabela acima, usaram uma pesquisa com mulheres com idades entre 20 e 24 anos, na qual foi perguntado se eles eram casados antes dos 18 anos. O NFHS-3 também pesquisou mulheres mais velhas, até os 49 anos, fazendo a mesma pergunta. A pesquisa constatou que muitos mais de 40 a 49 anos se casaram antes dos 18 anos, do que as mulheres entre 20 e 24 anos que foram entrevistadas. Na década de 1970, a idade mínima legal para o casamento, na Índia, para as mulheres era de 15 anos.
Segundo o relatório da UNICEF publicado em 2005-06, as taxas de casamento infantil na Índia foram estimadas em cerca de 47%. Esse número caiu para 27% em 2015-16, de acordo com um novo relatório publicado pela UNICEF. A UNICEF também informou que o casamento infantil foi amplamente disseminado em três estados indianos (Rajastão, Bihar e Bengala) e há uma prevalência de 40% de casamento infantil nesses estados.
Javier Aguilar, chefe de proteção infantil da UNICEF, afirmou que a Índia é responsável pelo maior número de casamentos de crianças na Ásia Meridional, devido ao seu tamanho e população.
No entanto, de acordo com o Save the Children, os casos de casamento infantil ainda são de 47% e a Índia é o lar do maior número de noivas infantis do mundo.

### Estimativa do governo indiano
| Fonte          | % Mulheres casadas (<18) | Ano dos dados | Método de amostragem | Referência |
| -------------- | ------------------------ | ------------- | -------------------- | ---------- |
| Censo da Índia | 43,4                     | 1981          | Censo nacional       | [ 32 ]     |
| Censo da Índia | 35,3                     | 1991          | Censo nacional       | [ 32 ]     |
| Censo da Índia | 14,4                     | 2001          | Censo nacional       | [ 3 ]      |
| Censo da Índia | 3.7                      | 2011          | Censo nacional       | [ 33 ]     |

Os estados com as maiores taxas de casamento observadas para meninas menores de 18 anos em 2009, de acordo com um relatório do Registrador Geral da Índia, foram Jharkhand (14,1%), Bengala Ocidental (13,6%), Bihar (9,3%), Utar Pradexe (8,9%) e Assam (8,8%). Segundo este relatório, apesar das reduções acentuadas nas taxas de casamento infantil desde 1991, ainda 7% das mulheres com mais de 18 anos de idade na Índia estavam casadas em 2009. A UNICEF Índia desempenhou um papel significativo ao destacar os dados de prevalência da taxa de casamento infantil indiano de seu estudo de 1990.
Segundo o censo nacional da Índia em 2011, a idade média do casamento entre mulheres é de 21,2 anos. Na faixa etária de 15 a 19 anos, 69,6% de todas as mulheres pesquisadas na Índia nunca foram casadas.

### Crítica
Vários ativistas expressaram ceticismo em relação ao declínio nos casos de casamento infantil na Índia. Eles acreditam que 'o relatório da UNICEF pode não estar refletindo a realidade no terreno e os números provavelmente não são tão baixos quanto parecem no relatório'. Eles afirmam que os dados relacionados ao casamento infantil são coletados pelo governo local e não pela UNICEF. Na Índia, o governo pergunta sobre a idade dos noivos como parte dos dados do censo, que são coletados todos os anos. No entanto, como as pessoas sabem que o casamento infantil é ilegal na Índia, é menos provável que digam às autoridades que violaram a lei. Dhuwarakha Sriram, especialista em proteção infantil da UNICEF Índia, diz que "todo mundo sabe que há subnotificação na Índia — até a UNICEF está ciente disso". Segundo Sriram, as pessoas estão cientes da idade ilegal do casamento na Índia e, portanto, têm menos probabilidade de dizer a verdade, o que, por sua vez, leva à subnotificação.
Kriti Bharti, que dirige uma organização não governamental chamada Saarthi, disse que as pessoas no Rajastão criaram maneiras de fugir à lei. As pessoas em Rajastão realizam cerimônia de casamento à noite, com apenas um pequeno grupo de pessoas participando do casamento, o que reduz a chance de o vizinho ou parente alertar a polícia. Após o casamento, a noiva menor de idade não é enviada para morar com o marido até que ela atinja a puberdade. Dessa forma, mesmo que as autoridades tenham sido informadas, as famílias podem simplesmente negar qualquer irregularidade. Bharti afirma que "em algumas partes da Índia, as autoridades nem sempre estão interessadas e o casamento infantil pode ser aceito como parte da cultura".

## Leis contra o casamento infantil

### Ato de restrição ao casamento infantil de 1929
A Lei de Restrição ao Casamento Infantil, também chamada de Lei Sarda, era uma lei para restringir a prática do casamento infantil. Foi promulgada em 1 de abril de 1930, estendida por toda a nação, com as exceções de alguns estados principescos como Hiderabade e Jammu e Caxemira, e aplicada a todos os cidadãos indianos. Seu objetivo era eliminar os perigos impostos às meninas que não conseguiam lidar com o estresse da vida conjugal e evitar mortes prematuras. Esta lei definia uma criança do sexo masculino como 21 anos (originalmente 18) ou mais nova, uma criança do sexo feminino como 18 anos (originalmente 14) ou menor e uma criança menor de idade de 18 anos ou menos (originalmente 14). A punição para um homem entre 18 e 21 anos que se casa com uma criança tornou-se prisão de até 15 dias, uma multa de mil rúpias, ou ambas. A punição para um homem acima de 21 anos de idade tornou-se prisão de até três meses e uma possível multa. A punição para quem realizou ou dirigiu uma cerimônia de casamento infantil tornou-se prisão de até três meses e uma possível multa, a menos que ele pudesse provar que o casamento que realizou não era um casamento infantil. A punição para os pais ou responsáveis de uma criança ocorrida no casamento tornou-se prisão de até três meses ou uma possível multa. Foi alterado em 1940 e 1978 para continuar aumentando as idades de crianças do sexo masculino e feminino.

### Lei da Proibição de Casamento Infantil, 2006
Em resposta à petição (Petição Escrita (C) 212/2003) do Fórum de Documentação e Advocacia de Fato na Suprema Corte, o Governo da Índia adotou a Lei de Proibição de Casamento Infantil (PCMA) em 2006, e veio em vigor em 1 de novembro de 2007 para solucionar e corrigir as deficiências da Lei de Restrição ao Casamento Infantil. A mudança de nome foi feita para refletir a prevenção e proibição do casamento infantil, em vez de restringi-lo. A lei anterior também tornava difícil e demorado agir contra o casamento infantil e não se concentrava nas autoridades como números possíveis para impedir o casamento. Esta lei manteve as idades de homens e mulheres adultos iguais, mas fez algumas mudanças significativas para proteger ainda mais as crianças. Meninos e meninas forçados a casar-se como menores de idade têm a opção de anular o casamento até dois anos após atingirem a idade adulta e, em certas circunstâncias, os casamentos de menores podem ser nulos antes da idade adulta. Todos os objetos de valor, dinheiro e presentes devem ser devolvidos se o casamento for anulado, e a menina deve receber um local de residência até que se case ou se torne um adulto. Os filhos nascidos de casamentos infantis são considerados legítimos, e espera-se que os tribunais deem a custódia dos pais com o melhor interesse das crianças. Qualquer homem com mais de 18 anos de idade que se casar com um menor ou alguém que dirige ou conduz uma cerimônia de casamento infantil pode ser punido com até dois anos de prisão ou multa.

#### Aplicabilidade
As organizações muçulmanas da Índia há muito argumentam que as leis indianas, aprovadas por seu parlamento, como a lei de casamento infantil de 2006, não se aplicam aos muçulmanos, porque o casamento é um assunto de direito pessoal. O Supremo Tribunal de Deli, assim como outros tribunais estaduais da Índia, discordaram. O Tribunal de Deli, por exemplo, decidiu que a Lei de Proibição do Casamento Infantil de 2006 substitui todas as leis pessoais e governa todo e qualquer cidadão da Índia A decisão afirmou que um casamento menor de idade, onde o homem ou mulher tem mais de 16 anos de idade, não seria um casamento nulo, mas um casamento nulo, que se tornaria válido se nenhuma ação for tomada por um tribunal que possua opção(ões) para ordenar o contrário. Caso uma das partes tenha menos de 18 anos de idade, o casamento será nulo, dado que a idade de consentimento é de 18 na Índia, o sexo com menores de 18 anos é um crime estatutário, de acordo com a Seção 376 do Código Penal Indiano.
Vários outros tribunais superiores da Índia — incluindo o Supremo Tribunal de Gujarat, o Supremo Tribunal de Karnataka e o Supremo Tribunal de Madras — decidiram que o ato prevalece sobre qualquer lei pessoal (incluindo a lei pessoal muçulmana).

### Ação legal sobre confusão jurídica
Existe uma confusão legal permanente quanto ao estupro conjugal em casamentos infantis proibidos na Índia. O estupro conjugal em si não é crime na Índia; mas a posição em relação às crianças é confusa. Enquanto a exceção sob a lei criminal (seção 375, Código Penal Indiano, 1860) aplicável a adultos coloca uma exceção e permite o estupro conjugal de uma menina entre 15 e 18 anos por seu marido. No entanto, esta disposição de exceção foi lida pelo Supremo Tribunal da Índia em outubro de 2017 e declara que a relação sexual com todas as esposas com menos de 18 anos de idade deve ser considerada estupro; outra lei nova e progressiva, a Lei de Proteção às Crianças contra Ofensas Sexuais de 2012, proíbe tais relacionamentos sexuais e coloca esses crimes com os casamentos como uma ofensa agravada.

### CEDAW
A Convenção sobre a Eliminação de Todas as Formas de Discriminação Contra as Mulheres (CEDAW) é um projeto de lei internacional que tenta acabar com a discriminação contra as mulheres. O artigo 16, Casamento e Vida Familiar, declara que todas as mulheres, assim como os homens, têm o direito de escolher seu cônjuge, de ter as mesmas responsabilidades e de decidir quantos filhos e o espaçamento entre elas. Esta convenção afirma que o casamento infantil não deve ter um efeito legal, todas as medidas devem ser tomadas para garantir uma idade mínima e que todos os casamentos devem ser colocados em um registro oficial. A Índia assinou a convenção em 30 de julho de 1980, mas fez a declaração de que, devido ao tamanho e à população do país, é impraticável ter um registro de casamentos.

## Consequências do casamento infantil

### Mortes maternas precoces
As meninas que se casam mais cedo na vida têm menos probabilidade de serem informadas sobre questões reprodutivas, e, por causa disso, sabe-se que as mortes relacionadas à gravidez são a principal causa de mortalidade entre meninas casadas entre 15 e 19 anos de idade. Essas meninas têm duas vezes mais chances de morrer no parto do que as meninas entre 20 e 24 anos de idade. Meninas com menos de 15 anos têm 5 vezes mais chances de morrer no parto.

### Saúde infantil
Bebês nascidos de mães com menos de 18 anos têm 60% mais chances de morrer no primeiro ano do que mães com mais de 19 anos. Se as crianças sobreviverem, é mais provável que sofram de baixo peso ao nascer, desnutrição e desenvolvimento cognitivo e físico tardio.

### Resultados de fertilidade
Um estudo realizado na Índia pelo Instituto Internacional de Ciências da População e Macro International em 2005 e 2006 mostrou dados de alta fertilidade, baixo controle de fertilidade e baixos resultados de fertilidade em casamentos de crianças. 90,8% das jovens casadas não relataram uso de contraceptivo antes do primeiro filho. 23,9% relataram ter um filho no primeiro ano de casamento. 17,3% relataram ter três ou mais filhos ao longo do casamento. 23% relataram um parto rápido e repetido e 15,2% relataram uma gravidez indesejada. 15,3% relataram o término da gravidez (natimortos, aborto espontâneo ou aborto). As taxas de fertilidade são mais altas nas favelas do que nas áreas urbanas.

### Violência
As meninas em um casamento infantil são mais propensas a sofrer violência doméstica em seus casamentos, em oposição às mulheres mais velhas. Um estudo realizado na Índia pelo Centro Internacional de Pesquisa da Mulher mostrou que meninas casadas antes dos 18 anos têm duas vezes mais chances de serem espancadas, levadas ou ameaçadas por seus maridos e três vezes mais chances de sofrer violência sexual. Noivas jovens costumam mostrar sintomas de abuso sexual e estresse pós-traumático.

## Programas de prevenção na Índia
Apni Beti, Apna Dhan (ABAD), que se traduz em "Minha filha, Minha riqueza", é um dos primeiros programas de transferência condicional de renda da Índia dedicados a adiar jovens casamentos em todo o país. Em 1994, o governo indiano implementou esse programa no estado de Haryana. No nascimento do primeiro, segundo ou terceiro filho de uma mãe, eles receberão 500 rúpias indianas ou 11 dólares nos primeiros 15 dias para cobrir suas necessidades pós-parto. Junto com isso, o governo concede 2.500 rúpias indianas, ou 35 dólares, para investir em um título de poupança de longo prazo em nome da filha, que pode ser posteriormente descontado por 25.000 rúpias indianas ou 350 dólares, após seu aniversário de 18 anos. Ela só pode receber o dinheiro se não for casada. Anju Malhotra, especialista em casamento infantil e meninas adolescentes, comentou sobre o programa: "Nenhuma outra transferência condicional de renda tem esse foco de retardar o casamento [...] É um incentivo para os pais darem mais valor a suas filhas".
O Centro Internacional de Pesquisa da Mulher avaliará Apni Beti, Apna Dhan ao longo do ano de 2012, quando os participantes iniciais do programa completam 18 anos, para ver se o programa, particularmente o incentivo em dinheiro, motivou os pais a adiarem o casamento de suas filhas. "Temos evidências de que os programas de transferência condicional de renda são muito eficazes para manter as meninas na escola e imunizá-las, mas ainda não temos provas de que essa estratégia funcione para impedir o casamento", disse Pranita Achyut, gerente de programas da Apni Beti, Apna Dhan. "Se a abordagem do estado de Haryana provar ser valiosa, ela poderá ser ampliada para fazer uma diferença significativa na vida de muitas meninas — e não apenas na Índia".